# Öttusa a 2010. évi nyári ifjúsági olimpiai játékokon
A 2010. évi nyári ifjúsági olimpiai játékokon az öttusa versenyeinek Szingapúrban a Singapore Sports School adott otthont augusztus 21-én, 22-én és 24-én. A fiúknál és a lányoknál is rendetnek egyéni versenyt, valamint egy vegyes váltó versenyszám is volt.
Sportágak
A nyári ifjúsági olimpiai játékokon az öttusa versenyszámai között az öttusa sportágaiból öt helyett négy szerepelt: vívás, úszás, futás és sportlövészet. A lovaglás nem szerepelt a programban. A futást és a sportlövészetet egyidőben, kombinálva rendezték.
- vívás
- úszás (200 méteres gyorsúszás)
- futás és sportlövészet egyben

## Naptár
| Sportág           | Lány augusztus 21. | Fiú augusztus 22. | Vegyes augusztus 24. |
| ----------------- | ------------------ | ----------------- | -------------------- |
| Vívás             | 11:00              | 11:00             | 11:00                |
| Lovaglás          | 14:30              | 14:30             | 15:00                |
| Futás és lövészet | 16:00              | 16:00             | 16:30                |

## Éremtáblázat
(Magyarország eltérő háttérszínnel, az egyes számoszlopok legmagasabb értéke, vagy értékei vastagítással kiemelve.)
| 2010. évi nyári ifjúsági olimpiai játékok éremtáblázata öttusában | 2010. évi nyári ifjúsági olimpiai játékok éremtáblázata öttusában | 2010. évi nyári ifjúsági olimpiai játékok éremtáblázata öttusában | 2010. évi nyári ifjúsági olimpiai játékok éremtáblázata öttusában | 2010. évi nyári ifjúsági olimpiai játékok éremtáblázata öttusában | Olimpia  |
| ----------------------------------------------------------------- | ----------------------------------------------------------------- | ----------------------------------------------------------------- | ----------------------------------------------------------------- | ----------------------------------------------------------------- | -------- |
|                                                                   | Ország                                                            | Arany                                                             | Ezüst                                                             | Bronz                                                             | Összesen |
| –                                                                 | Nemzetek vegyes csapatai                                          | 1                                                                 | 1                                                                 | 1                                                                 | 3        |
| 1.                                                                | Kuba (CUB)                                                        | 1                                                                 | 0                                                                 | 0                                                                 | 1        |
|                                                                   | Dél-Korea (KOR)                                                   | 1                                                                 | 0                                                                 | 0                                                                 | 1        |
|                                                                   |                                                                   |                                                                   |                                                                   |                                                                   |          |
| 3.                                                                | Magyarország (HUN)                                                | 0                                                                 | 1                                                                 | 0                                                                 | 1        |
|                                                                   | Oroszország (RUS)                                                 | 0                                                                 | 1                                                                 | 0                                                                 | 1        |
|                                                                   |                                                                   |                                                                   |                                                                   |                                                                   |          |
| 5.                                                                | Ukrajna (UKR)                                                     | 0                                                                 | 0                                                                 | 1                                                                 | 1        |
|                                                                   | Mexikó (MEX)                                                      | 0                                                                 | 0                                                                 | 1                                                                 | 1        |
|                                                                   |                                                                   |                                                                   |                                                                   |                                                                   |          |
| Összesen                                                          | Összesen                                                          | 3                                                                 | 3                                                                 | 3                                                                 | 9        |

## Érmesek
| Versenyszám                              | Arany                                                               | Ezüst                                                     | Bronz                                                                           |
| ---------------------------------------- | ------------------------------------------------------------------- | --------------------------------------------------------- | ------------------------------------------------------------------------------- |
| Fiú, egyéni Döntő: augusztus 22., 11:00  | Dae Beom Kim · Dél-Korea (KOR)                                      | Ilya Shugarov · Oroszország (RUS)                         | Jorge Camacho · Mexikó (MEX)                                                    |
| Lány, egyéni Döntő: augusztus 21., 11:00 | Leydi Laura Moya Lopez · Kuba (CUB)                                 | Földházi Zsófia · Magyarország (HUN)                      | Anastasya Spas · Ukrajna (UKR)                                                  |
| Vegyes váltó Döntő: augusztus 24., 11:00 | Anastasiya Spas · Ukrajna (UKR) · Ilya Shugarov · Oroszország (RUS) | Zhu Wenjing · Kína (CHN) · Kim Dae-Beom · Dél-Korea (KOR) | Gulnaz Gubajdullina · Oroszország (RUS) · Lukas Kontrimavicius · Litvánia (LTU) |